# Mach 6
Mach 6 è il sesto album del rapper francese MC Solaar, è uscito nel 2003.

## Tracce
1. Introspection
2. La vie est belle
3. Hijo de Africa
4. T'inquiète (intro)
5. T'inquiète
6. Guérilla
7. Jumelle
8. Jardin d'Éden
9. Au pays de Gandhi
10. J'connais mon rôle
11. Cash money
12. Today is a good day – con Darina
13. Souvenir
14. Sauvez le monde
15. Bling bling
16. Ça me hante